# Percuoco
Percuoco è un cognome di lingua italiana.

## Varianti
Percoco.

## Origine e diffusione
Cognome tipicamente meridionale, è presente prevalentemente in Campania.
Potrebbe derivare dal termine dialettale percoco, "albicocco".